# Droga krajowa nr 49 (Węgry)
Droga krajowa nr 49 (węg. 49-es főút) – droga krajowa w komitacie Szabolcs-Szatmár-Bereg we wschodnich Węgrzech. Długość trasy wynosi 59 km. Przebieg: 
- Rohod – skrzyżowanie z 41
- Mátészalka – skrzyżowanie z drogą 471
- Győrtelek – skrzyżowanie z drogą 491
- Csenger
- przejście graniczne Csengersima – Petea na granicy węgiersko-rumuńskiej – połączenie z rumuńską drogą 19A